# والت إروين
والت إروين (بالإنجليزية: Walt Irwin)‏ هو لاعب كرة قاعدة أمريكي، ولد في 23 سبتمبر 1897، وتوفي في 18 أغسطس 1976 في سبرينغ ليك في الولايات المتحدة.